# 이코마산

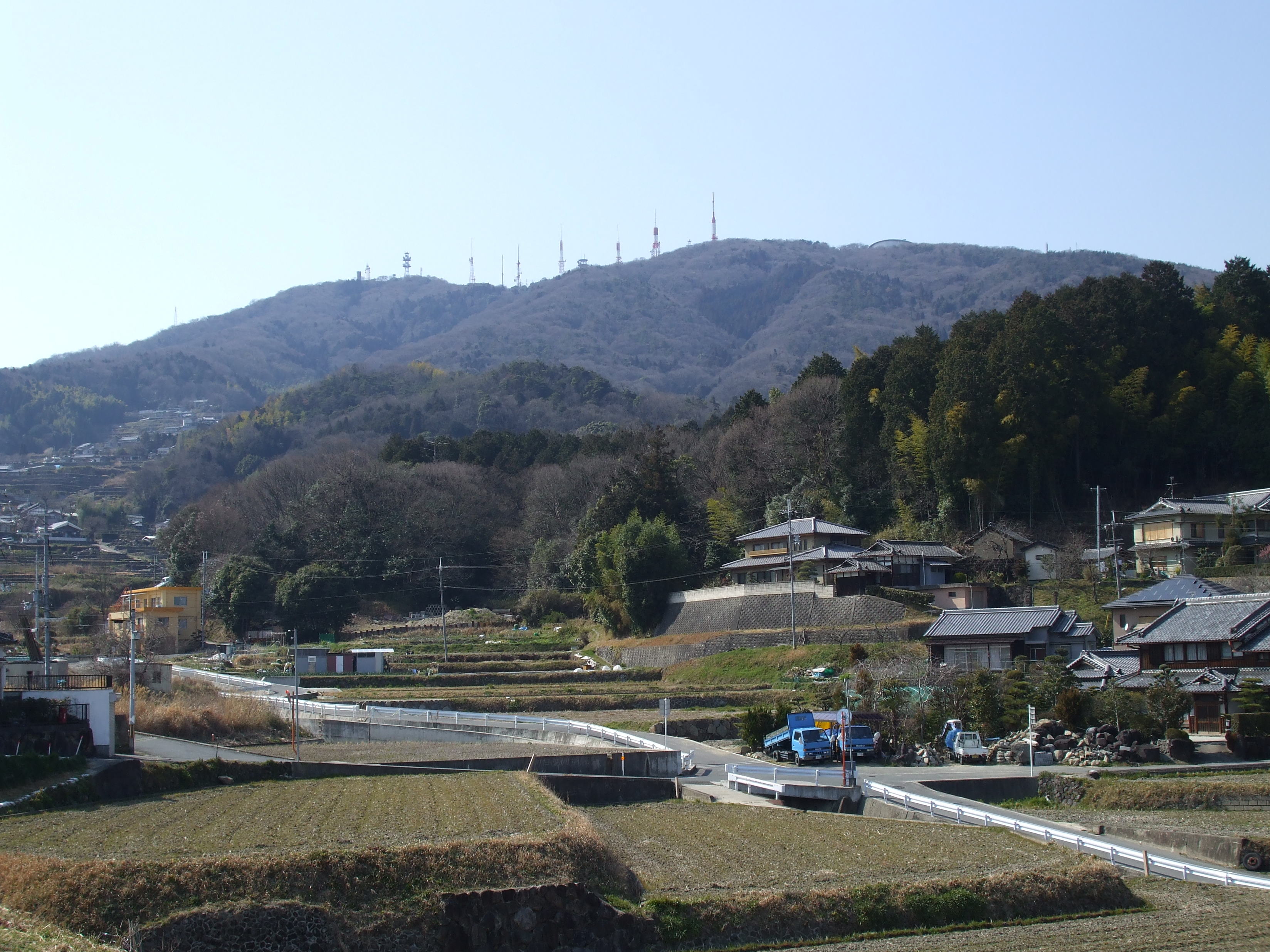
이코마산 전경. 이 산에 우뚝 서 있는 송전탑들은 대부분 방송할 때 필요하게 되는 방송탑들이 즐비하게 모여 있는 특색을 둔다. 그러나 산 정상 주변에는 이코마산조 유원지가 마주하고 있지만 산 주위에는 실제로는 멀리서는 잘 보이지 않는다.

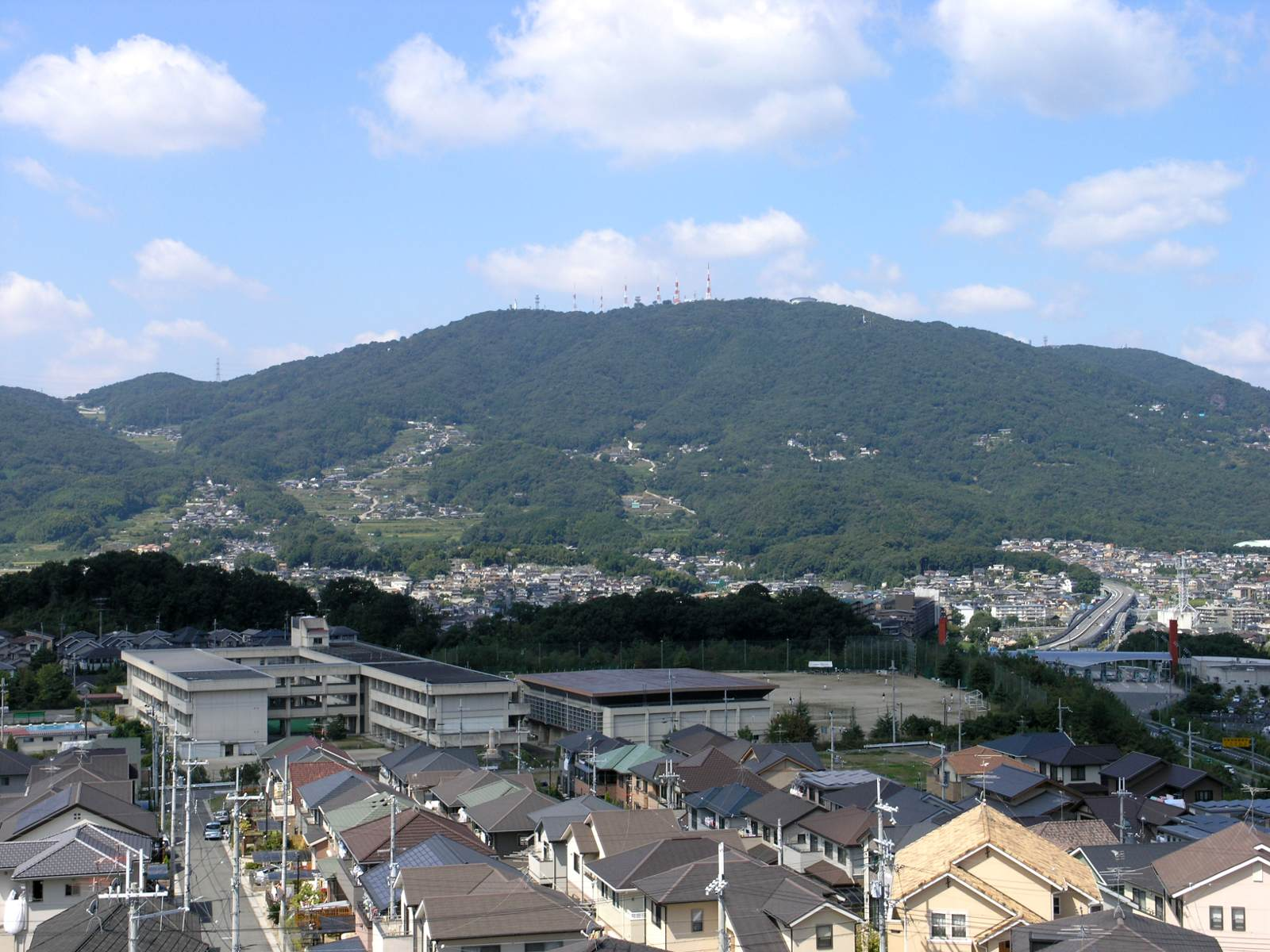
나라현 측에서 바라본 이코마산 전경. 이 일대를 중심으로 송신탑들이 즐비하게 모여 있어, 대한민국 부산광역시의 황령산과 비슷한 배경을 가지고 있다.

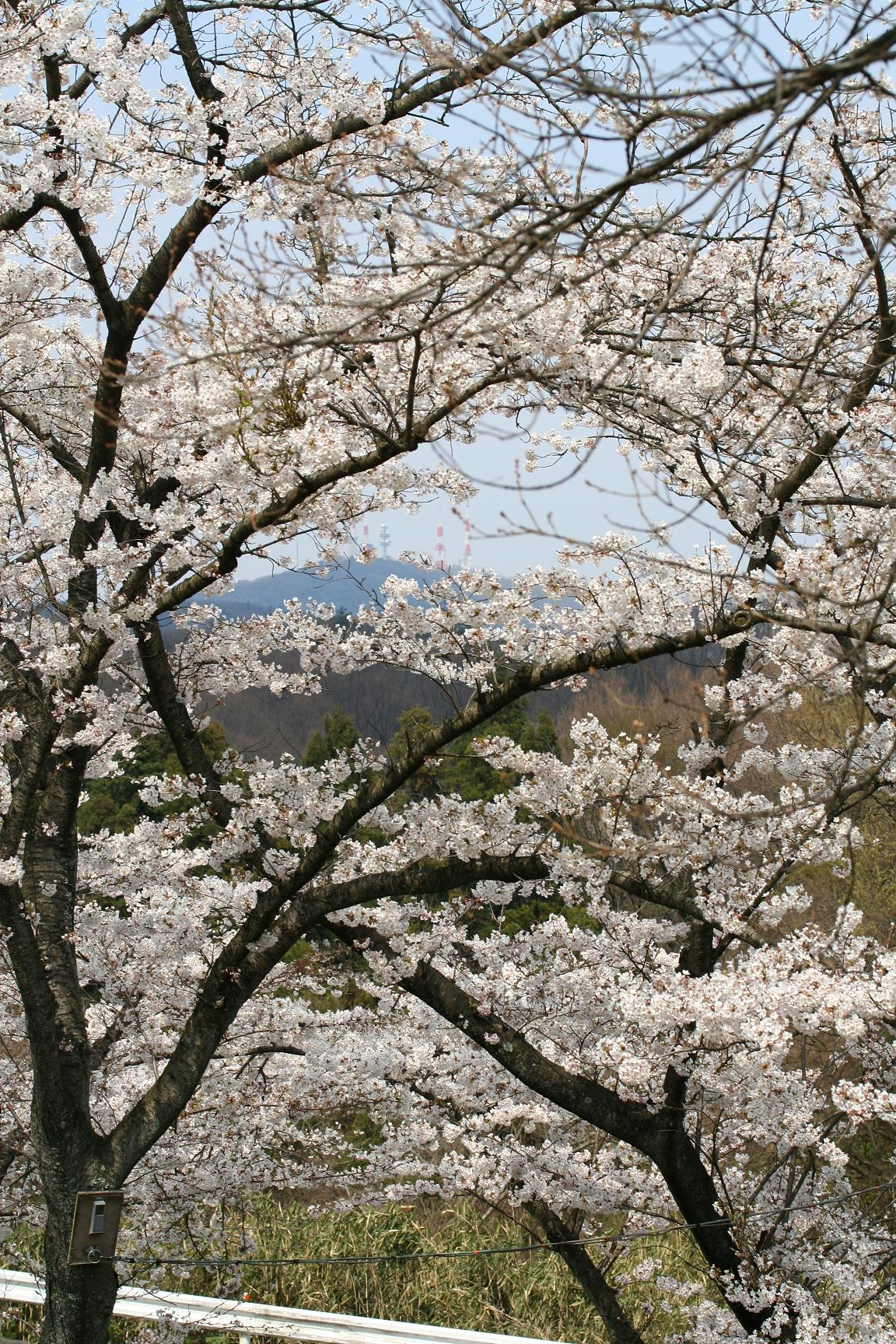
이코마산에서 개화한 상태에 이르는 벚꽃의 모습.

이코마산(Mount Ikoma, 일본어: 生駒山)은 나라현 이코마시와 오사카부 히가시오사카시의 경계선을 사이에 두고 있는 산이다. 그래서 이 산이 오사카부의 진산으로 유명한 것으로 보이며, 대한민국의 황령산과 비슷하게 방송 전용 방송탑이 설치되어 있는 특이 사항을 둔다. 그래서 이코마산은 곤고-이코마-기센 국정공원의 일부분에 예속되어 있어, 긴키 지방에서 가장 유명한 명소로 손을 꼽히고 있다. 그리고 높이는 해발 641.99 m인 것으로 나타난다. 산계는 이코마 산지라는 산줄기로 이루어져 있다. 또한 이 산의 주변 지역에는 이코마산조 유원지가 위치하고 있다.

## 교통편
- 긴테쓰 이코마코사쿠 선의 이코마산조 역이 인근에 있으며, 이코마산조 역에서 이코마산까지 도보로 이동할 경우, 약 15분 정도 소요된다.

## 같이 보기
- 이코마산조 유원지 (긴테쓰 그룹에서 관리하는 유원지)